# Asplenium sprucei
Asplenium sprucei là một loài dương xỉ trong họ Aspleniaceae. Loài này được Baker mô tả khoa học đầu tiên năm 1867.